# Geospizopsis
Geospizopsis – rodzaj ptaków z rodziny tanagrowatych (Thraupidae).

## Występowanie
Rodzaj obejmuje gatunki występujące w północno-zachodniej, zachodniej i południowo-zachodniej Ameryce Południowej.

## Morfologia
Długość ciała 11–14,5 cm, masa ciała 13–21,9 g.

## Systematyka

### Etymologia
Epitet gatunkowy Passerculus geospizopsis Bonaparte, 1853 (= syn. Geospizopsis unicolor) (rodzaj Geospiza Gould, 1837; greckie οψις opsis – „wygląd”).

### Gatunek typowy
Passerculus geospizopsis Bonaparte = Emberiza unicolor d’Orbigny & Lafresnaye

### Podział systematyczny
Do rodzaju należą następujące gatunki:
- Geospizopsis unicolor (d’Orbigny & Lafresnaye, 1838) – andochruściak większy
- Geospizopsis plebejus (von Tschudi, 1844) – andochruściak mniejszy